# Ascogaster parrotti
Ascogaster parrotti är en stekelart som beskrevs av Walker och Trevor Huddleston 1987. Ascogaster parrotti ingår i släktet Ascogaster och familjen bracksteklar. Inga underarter finns listade.